# Koirasaari (ö i Birkaland, Tammerfors, lat 61,94, long 23,78)
Koirasaari är en ö i Finland. Den ligger i sjön Kuorejärvi och i kommunen Ylöjärvi i den ekonomiska regionen Tammerfors och landskapet Birkaland, i den södra delen av landet, 210 km norr om huvudstaden Helsingfors. Öns area är 0,2 hektar och dess största längd är 90 meter i nord-sydlig riktning.